# Kiełpieniec
Kiełpieniec – wieś w Polsce położona w województwie mazowieckim, w powiecie gostynińskim, w gminie Gostynin.
Kiełpieniec został założony pod koniec XVIII wieku przez osadników holenderskich. W 1798 roku działała tu szkoła ewangelicka. Wieś liczyła 105 mieszkańców w 1827, i 151 w 1883 roku. Obecnie nie ma żadnych pozostałości holenderskiej obecności.
W latach 1975–1998 miejscowość administracyjnie należała do województwa płockiego.